# Acontias breviceps
Acontias breviceps е вид влечуго от семейство Сцинкови (Scincidae). Видът е почти застрашен от изчезване.

## Разпространение
Разпространен е в Южна Африка.